# Emeidae
Emeidae (лат.) — вымершее семейство гигантских нелетающих бескилевых птиц из отряда моа. Их ископаемые остатки известны из плейстоцена (2,588—0,0 млн лет назад). Они найдена на территории Северного и Южного островов Новой Зеландии. Это были наземные растительноядные животные.

## Виды
На декабрь 2023 в отряд включают 4 вымерших рода и 16 видов:
- † Anomalopteryx Reichenbach, 1853
  - † Anomalopteryx antiquus Hutton, 1892
  - † Anomalopteryx curtus Owen, 1847
  - † Anomalopteryx didiformis Owen, 1844
  - † Anomalopteryx parvus Owen, 1883
- † Emeus Riechenbach, 1852
  - † Emeus casuarinus Lydekker, 1891
  - † Emeus crassus Owen, 1846
  - † Emeus exillis Hutton, 1897
  - † Emeus huttoni Owen, 1879
- † Euryapteryx Haast, 1874
  - † Euryapteryx geranoides Owen, 1848
  - † Euryapteryx gravipes Lydekker, 1891
  - † Euryapteryx immanis Lydekker, 1891
  - † Euryapteryx kuranui Oliver, 1930
  - † Euryapteryx ponderosus Hutton, 1892
  - † Euryapteryx pygmaeus Hutton, 1892
- † Pachyornis Lydekker, 1891
  - † Pachyornis australis Oliver, 1949
  - † Pachyornis elephantopus Owen, 1856